# Styringomyia terraereginae
Styringomyia terraereginae är en tvåvingeart som beskrevs av Alexander 1924. Styringomyia terraereginae ingår i släktet Styringomyia och familjen småharkrankar. Inga underarter finns listade i Catalogue of Life.